# ディヨルベク・ウロズボエフ
ディヨルベク・ウロズボエフ（Diyorbek Urozboev 1993年8月17日- ）は、ウズベキスタンのホラズム州出身の柔道選手。階級は60kg級。身長172cm。

## 人物
2011年のアジアジュニア55kg級で優勝した。2013年には世界ジュニアの60kg級で2位になった。2015年の世界選手権では7位だった。2016年にはグランプリ・トビリシで優勝すると、アジア選手権では2位になった。リオデジャネイロオリンピックでは準々決勝で世界チャンピオンであるカザフスタンのエルドス・スメトフに敗れるも、その後の3位決定戦でジョージアのアミラン・パピナシビリを有効で破って銅メダルを獲得した。2017年の世界選手権でも3位になった。2018年のアジア大会では決勝で志々目徹を技ありで破って優勝した。

## 主な戦績
- 2011年 -　アジアジュニア　優勝　55kg級
- 2012年 - ワールドカップ・タシュケント　3位
- 2012年 -　アジアジュニア　3位
- 2013年 - 世界ジュニア　2位
- 2014年 - グランプリ・タシュケント　2位
- 2015年 - グランプリ・トビリシ　3位
- 2015年 - 世界選手権　7位
- 2015年 - グランプリ・タシュケント　3位
- 2015年 - グランドスラム・アブダビ　3位
- 2016年 - グランプリ・トビリシ　優勝
- 2016年 - グランプリ・サムスン　3位
- 2016年 -　アジア選手権　2位
- 2016年 - グランドスラム・バクー　3位
- 2016年 - グランプリ・アルマトイ　3位
- 2016年 - リオデジャネイロオリンピック 3位
- 2017年 - イスラム諸国連帯競技大会　3位
- 2017年 -　世界選手権　3位
- 2018年 - アジア大会　優勝
- 2018年 - グランプリ・タシュケント　2位
- 2019年 - グランプリ・タシュケント　3位
- 2019年 -　グランドスラム・アブダビ　3位

(出典、JudoInside.com)